# Pinang Sebatang (Simpang Katis)
Pinang Sebatang is een bestuurslaag in het regentschap Bangka Tengah van de provincie Bangka-Belitung, Indonesië. Pinang Sebatang telt 1169 inwoners (volkstelling 2010).